# Allegori över tron
Allegori över tron är en oljemålning av Johannes Vermeer från 1670–72.

## Beskrivning av målningen
Målningen är en allegori, som utgår från Ripas Iconologia. Den avbildar en kvinna i en vit och blå klänning av satäng, som sitter på en plattform ovanför ett svart och vitt marmorgolv. Kvinnan är Tron med världen, representerad av en nederländsk jordglob från 1618, vid sina fötter. Den gudomliga världen representeras av en glassfär som hänger ovanför.
På väggen avbildas ett verk av Jacob Jordaens av Jesus korsfästning. Målningen innehåller ett flertal symboler, som äpplet som bild av människornas  första synd och Satan i form av en orm som krossas en sten.
| ”                                                                                           | En stor men inte tilltalande Vermeer. | „ |
| – Abraham Bredius, som var den som upptäckte målningen som en Vermeer och köpte tavlan 1899 |                                       |   |

| ”           | Målningen är ett egendomligt och inte övertygande verk. Dess genuina svaghet ligger i utförandet av figuren Tron själv. Det är inte bara det att den konventionellt utformade gesten, tagen från Ripas Iconologia, inte är övertygande: den fromma blandningen av sorg och hopp som representeras av de upplyftade ögonen inte i mindre utsträckning en stereotyp.... | „ |
| – John Nash | |   |

## Proveniens
Målningen kan antagas ha utförts på beställning, för jesuitförsamlingen i Delft eller för en rik katolsk samlare, men dess tidigaste ägare är inte belagda. Den första belagda ägaren var protestanten och postmästaren Herman Stoffelsz van Swoll (1632–98) i Amsterdam vid slutet av 1600-talet. Den gick på försäljning i Amsterdam till okända köpare 1699, 1718 och 1735. Den ägdes på 1640-talet av konsthandlaren David Ietswaart i Amsterdam och försåldes efter honom 1749.
Den fanns I Österrike i början av 1800-talet och såldes av Dimitrij Sjukin (1855–1932) i Moskva 1899, då attribuerad till Eglon van der Neer, via konsthandeln Wächtler i Berlin från 1899, fortfarande som en van der Neer, till Abraham Bredius i Haag. Av Bredius omattribuerad till Johannes Vermeer hängdes den ut som lån på Mauritshuis i Haag till 1923, och därefter som lån på Museum Boijmans Van Beuningen i Rotterdam till 1928. Detta år såldes den till översten Michael Friedsam i New York, efter vars död 1931 den donerades till Metropolitan Museum of Art i New York.